# Movimento Quatro de Maio
O Movimento de Quatro de Maio (chinês tradicional: 五四運動, chinês simplificado: 五四运动, pinyin: Wǔ Sì Yùndòng)  foi um movimento anti-imperialista, cultural e político que cresceu de manifestações estudantis em Pequim, em 4 de maio de 1919, eles protestavam contra a fraca resposta do governo chinês em relação ao Tratado de Versalhes, especialmente a permissão dada ao Japão para manter territórios em Shandong que tinham sido devolvidos pela Alemanha após o cerco de Tsingtao, consequentes da administração de Yuan Shikai até 1916 e do Governo de Beiyang dos senhores da guerra.

## Cenário Politico
"O clima e a atmosfera política que emergiu por volta de 1919", nas palavras de um estudioso recente, "estão no centro de um conjunto de idéias que moldou a China do século XX." 
Após a Revolução Xinhai em 1911, a dinastia Qing se desintegrou. Isto marcou o fim de milhares de anos de um poderoso domínio imperial, e, teoricamente, inaugurou uma nova era em que o poder político ficou nas mãos do povo. No entanto, em 1913 após o assassinato de Song Jiaoren e o exilio de Sun Yat-sen, líder revolucionário por trás da queda Qing, Yuan Shikai tomou o recém criado governo da República da China e cedeu o controle de suas provincias a seus generais, gerando, após sua morte, uma nação fragmentada dominada por senhores da guerra, que estavam mais preocupados com seus próprios poderes políticos e exércitos privados do que com os interesses nacionais. O Governo de Beiyang agora liderado pelos senhores da guerra, após a morte de Yuan Shikai, foi ocupado com supressão de assuntos internos, e pouco fez para contrariar a influência exercida por potências estrangeiras.
Yuan Shikai, quando ainda vivo, também aceitou as Vinte e Uma Exigências do Japão e perdeu o controle sobre a Mongólia, gerando uma grande oposição a ele que foi rapidamente suprida pelo seu poderoso Exército de Beiyang, que após a sua morte passou a controlar o governo e não fez nenhuma questão contra a situação da China no Tratado de Versalhes. 

### Partido Nacionalista da China
Em 1912, a organização responsável pela queda da Dinastia Qing e a formação de um governo provisório da China, o Tongmenghui, se transformou em um partido politico, o Kuomintang, formalmente como Partido Nacionalista da China. Os Nacionalistas que haviam protestado várias vezes contra as ações do governo, foram amplamente apoiados pelos jovens estudantes e intelectuais que também aderiram a Segunda Revolução, uma resposta direta aos Senhores da Guerra.

## Protestos de Quatro de Maio
Em 14 de agosto de 1917, os chineses declaram guerra à Alemanha, na esperança de contar com a colaboração das potênciais coloniais no período pós-guerra. Solicitavam que as grandes potências renunciassem às suas esferas de influências na China, que as tropas estrangeiras fossem retiradas, que lhes fossem abolidas a jurisdição consular e os serviços postais estrangeiros e, por último, que lhes fossem devolvidas as concessões e territórios arrendados, bem como a restituição das alfândegas. No grande Tratado de Paris de 1919, acertado entre vencedores e derrotados da Primeira Guerra Mundial, as demandas chinesas para por fim ao estatuto semicolonial em que a China se encontrava não foram aceitas, pois a Inglaterra, a França e o Japão negaram-se a acatá-las, apesar de elas terem o apoio do Presidente Woodrow Wilson. O fracasso dos diplomatas chineses na Conferência de Paz de Paris (1919) provocou enormes manifestações estudantis em Pequim, voltadas não só contra a dominação estrangeira como contra a impotência do governo. A explosão social que teve início em 4 de maio de 1919 estendeu-se por diversas regiões do país congregando estudantes, jornaleiros, artesãos e trabalhadores. Os ministros filo-nipônicos foram obrigados a renunciar e a China não assinou o Tratado de Paz. O que não alterou em nada a situação em que se encontrava.

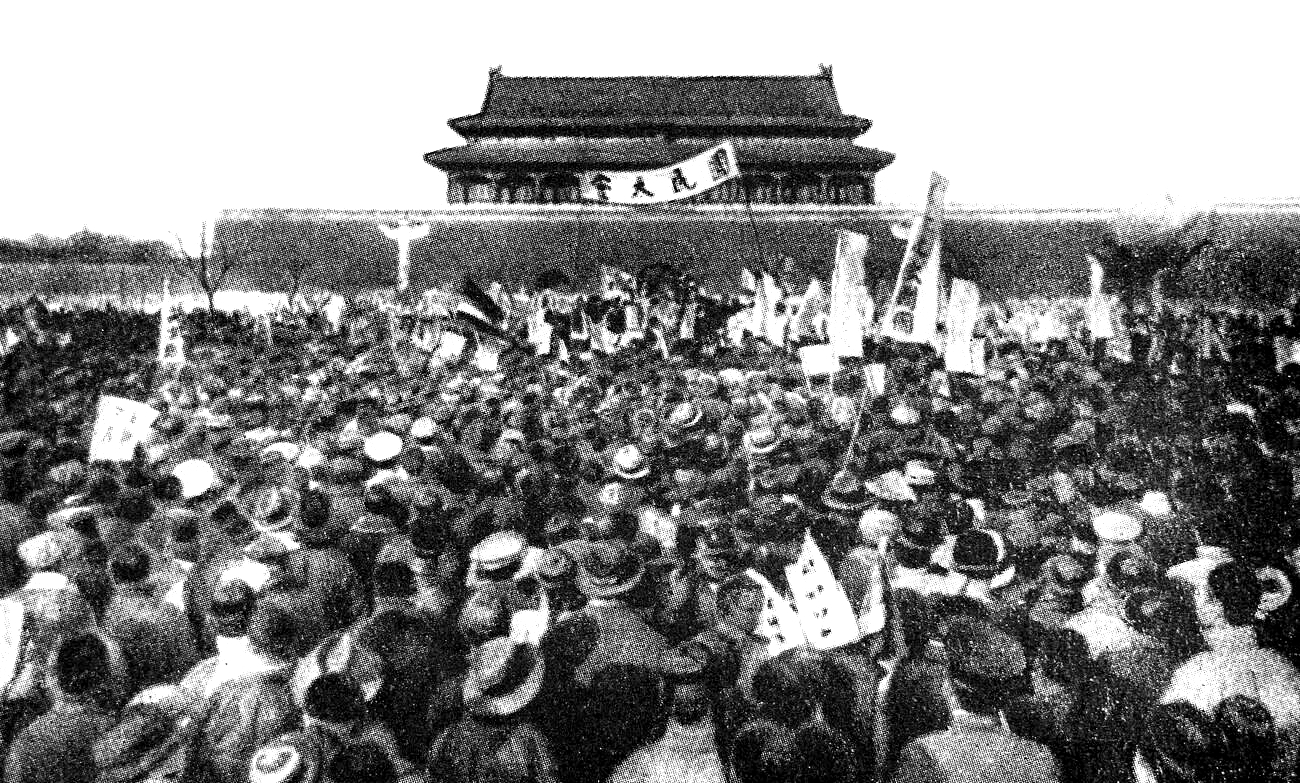
Os manifestantes insatisfeitos com o Tratado de Versalhes para a China

Os protestos em Pequim se desencadearam porque muitos chineses perceberam as condições humilhantes do Tratado de Versalhes, que pôs fim à Primeira Guerra Mundial. Enquanto a China, na condição de aliada das potências vencedoras da Grande Guerra, pertencia em teoria ao grupo ganhador, a debilidade do governo da República da China naquele momento cedeu ao Império do Japão inúmeros privilégios comerciais em Shandong e Manchúria (Vinte e Uma Exigências). Tais concessões ao Japão despertaram um profundo sentimento antijaponês que se traduziu em protestos em todo o país, além de uma manifestação massiva de cerca de 3.000 estudantes que lotaram a pequena Praça de Tian'anmen, em frente da porta de mesmo nome da Cidade Proibida de Pequim. O Governo em Pequim dissolveu os protestos e deteve os numerosos estudantes, provocando distúrbios e numerosos protestos em cidades chinesas.

## Consequências
Apesar da repressão, o movimento foi fundamental tanto com o apoio que o Kuomintang teria com o estabelecimento do Governo Nacionalista em Nanquim a partir de 1927 quando para a base para inicio do Partido Comunista da China.